# Zentrum Technik und Gesellschaft
Das Zentrum Technik und Gesellschaft (ZTG) ist eine zentrale Forschungseinrichtung der Technischen Universität Berlin (TU) und ist im Bereich der sozialwissenschaftlichen Technikforschung eines der größten Institute Deutschlands. Forschungsgegenstand sind die Wechselwirkungen von technischer und gesellschaftlicher Entwicklung. Es arbeitet und forscht vor allem interdisziplinär.

## Ziele
- Vorbereitung, Durchführung und Betreuung von multidisziplinären Forschungsprojekten im Bereich Gesellschaft und Technik
- Stärkung der fachübergreifenden Lehre an der TU im Bereich Gesellschaft und Technik
- Forum für einen Diskurs über die Beziehungen zwischen Gesellschaft und Technik

## Struktur
Die Forschung am ZTG ist in fünf thematische Bereiche aufgeteilt:
- Klima und Energie
- Landnutzung und Konsummuster
- Mobilität und Raum
- Sicherheit – Risiko – Kriminologie
- Soziale Bewegungen - Technik - Konflikte

Innerhalb dieser Themenbereiche werden jeweils mehrere Projekte zeitnah gestartet, betreut und ausgewertet.
Außerdem existieren am ZTG vier theoretisch-methodische Bereiche:
- Governance und Innovation
- Nachhaltigkeit
- Partizipation
- Methoden transdisziplinärer Forschung

Die wissenschaftliche Geschäftsführerin des Zentrums Technik und Gesellschaft ist Martina Schäfer, die stellvertretende wissenschaftliche Geschäftsführerin ist Gabriele Wendorf. Mitglieder des wissenschaftlichen Rats sind Stephan Völker, Hans-Liudger Dienel, Thomas Friedrich, Jan Kratzer, Julia Kowal, Angela Million und Sebastian Möller.

## Geschichte
Das ZTG wurde durch einen Beschluss des Akademischen Senats der TU Berlin vom 7. Dezember 1994 als fachbereichsübergreifender Forschungsschwerpunkt (FSP) gegründet. Am 1. Dezember 1995 nahm das ZTG erstmals seine Arbeit auf. Nachdem das ZTG erst auf Probe gearbeitet hatte, wurde es im September 2003 ein fester Bestandteil der TU.
Bei seiner Gründung hatte das Zentrum Technik und Gesellschaft sechs Mitglieder. Im Jahr 2012 arbeiteten in den wechselnden Projekten etwa 50 Beschäftigte in der Leitung von Projekten oder als wissenschaftliche Mitarbeiter. Ihr disziplinärer Hintergrund reicht dabei von Ingenieurwissenschaften unterschiedlicher Fachgebiete über Psychologie, Soziologie, Design, Politikwissenschaft, Geschichte und Germanistik bis hin zu Architektur, Stadt- und Landschaftsplanung, Kulturwissenschaft oder Informatik.
Bis zum März 2003 war das Kieperthaus Sitz des ZTG, danach zog es in Räume auf dem Stammgelände der TU Berlin. Im April 2011 hat das Institut neue Büroräume im ehemaligen IHK-Gebäude in der Hardenbergstraße 16–18 bezogen.

## Wichtige Veröffentlichungen

### Schriftenreihe „Blickwechsel“
- 2004 – Band 1: Die neue Nähe. Raumpartnerschaften verbinden Kontrasträume (Hg.: Hans-Liudger Dienel, Hans-Peter Meier-Dallach, Carolin Schröder) ISBN 3-515-08492-4
- 2005 – Band 2: 100 Jahre Berliner Wasserversorgung und Abwasserversorgung 1840–1940 (Shahrooz Mohajeri) ISBN 3-515-08541-6
- 2005 – Band 3: Leitfaden für interdisziplinäre Forschergruppen: Projekte initiieren – Zusammenarbeit gestalten (Christine von Blanckenburg, Birgit Böhm, Hans-Liudger Dienel, Heiner Legewie) ISBN 3-515-08789-3
- 2006 – Band 4: Vertrauensvolle Verständigung – Basis interdisziplinärer Projektarbeit (Birgit Böhm) ISBN 978-3-515-08857-2
- 2006 – Band 5: Nachhaltige Mobilitätskonzepte im Tourismus (Angela Jain) ISBN 3-515-08873-3
- 2006 – Band 6: Nützlichkeit im Internet. Eine Bedarfsanalyse für ein Wissenschaftsportal am Beispiel der Umweltpsychologie (Jens Eitmann) ISBN 3-515-08901-2
- 2009 – Band 7: Erneuerbare Energien ausbauen! Erfahrungen und Perspektiven regionaler Akteure in Ost und West (Dorothee Keppler, Heike Walk, Eric Töpfer, Hans-Liudger Dienel, Hrsg.) ISBN 978-3-515-09321-7
- 2010 – Band 8: Akteure der Stadtteilentwicklung: Wie Verwaltung, Politik und Bürgerschaft Beteiligung definieren (Carolin Schröder) ISBN 978-3-515-09434-4

Bis 2006 ist die Schriftenreihe „Blickwechsel“ im Franz Steiner Verlag erschienen, nachfolgend im Oekom-Verlag.

### Reihe „Schriften aus dem Zentrum Technik und Gesellschaft“
- 1999 – Band 1: Freizeitverkehr. Innovative Analysen und Lösungsansätze in einem multidisziplinären Handlungsfeld (Ulrich Brannolte, Kay Axhausen, Hans-Liudger Dienel, Andreas Rade (Hg.)) ISBN 3-7983-1798-4
- 2000 – Band 2: Wohnen und Nachhaltigkeit. Interdisziplinäre Forschung vor der Haustür (Hans-Joachim Harloff, Hans-Liudger Dienel, Kees Christiaanse, Gabriele Wendorf, Klaus Zillich (Hg.)) ISBN 3-7983-1842-5
- 2001 – Band 3: Mobilitäts- und Verkehrsforschung. Neuere empirische Methoden im Vergleich (Hans-Liudger Dienel, Gunter Heinickel (Hg.)) ISBN 3-7983-1882-4
- 2004 – Band 4: Erzählungen und Bilder der Stadt. Lebensqualität und Tourismus in historischen Vierteln von Florenz und Berlin (Heiner Legewie (Hg.)) ISBN 3-7983-1926-X
- 2006 – Band 5: Qualitatives Wissensmanagement. Neue Wissensbasierte Dienstleistungen im Wissenscoaching und in der Wissensstrukturierung (Nico de Abreu, Christine von Blanckenburg, Hans-Liudger Dienel, Heiner Legewie) ISBN 978-3-7983-2004-8

### Sonstige Veröffentlichungen
- März 1996: Band 1 der Buchreihe Technik Interdisziplinär (Hg. u. a. ZTG) (Verlag Gordon&Breach)
- 1999: Erdgas- und Elektrofahrzeuge in Berlin. Schriftenreihe, Band 1 (Hg. von Hans-Liudger Dienel u. a.) (Edition Sigma) ISBN 3-89404-831-X
- Frühjahr 2006: Gemeinschaftsnutzungsstrategien für eine lokale nachhaltige Entwicklung. (Hg. von Ingrid Bonas u. a.) (oekom Verlag) ISBN 3-936581-87-8 (Forschungsergebnisse des ZTG-Projektes „Gemeinschaftsnutzungsstrategien“)
- 2006: Stadt und Verkehr. Informationen zur Modernen Stadtgeschichte, 2. Deutsches Institut für Urbanistik (Hg. Dienel, Hans-Liudger) ISSN 0340-1774.
- 2007: Vom Acker auf den Teller. (Nölting, Benjamin; Schäfer, Martina) (oekom verlag), ISBN 978-3-86581-032-8.
- 2007: Verkehrsgeschichte auf neuen Wegen (Transport Infrastructure and Politics). Jahrbuch für Wirtschaftsgeschichte 1. (Hg. Dienel, Hans-Liudger) (Akademieverlag) ISBN 978-3-05-004331-9.
- 2007: Handbuch Konstellationsanalyse. Ein interdisziplinäres Brückenkonzept für die Nachhaltigkeits-, Technik- und Innovationsforschung. (Schön, Susanne; Kruse, Sylvia; Meister, Martin; Nölting, Benjamin; Ohlhorst, Dörte) (oekom verlag) ISBN 978-3-86581-044-1.
- 2008: Das Klima neu denken. Eine sozial-ökologische Perspektive auf die lokale, nationale und internationale Klimapolitik. (Brunnengräber, Achim; Dietz Kristina; Hirschl Bernd; Walk, Heike; Weber, Melanie) (Verlag Westfälisches Dampfboot) ISBN 978-3-89691-732-4.
- 2008: Partizipative Governance. Beteiligungsformen und Beteiligungsrechte im Mehrebenensystem der Klimapolitik. (Walk, Heike) (Verlag für Sozialwissenschaften) ISBN 978-3-531-15524-1
- 2010: Die moderne Straße. Planung, Bau und Verkehr vom 18. bis zum 20. Jahrhundert. Deutsches Museum, Beiträge zur Historischen Verkehrsforschung, Band 11. (Hg. Dienel, Hans-Liudger; Schiedt, Hans-Ulrich) (Campus Verlag), ISBN 978-3-593-39157-1.
- 2010: Sichtbarkeitsregime; Überwachung, Sicherheit und Privatheit im 21. Jahrhundert. (Hempel, Leon; Krasmann, Susanne; Bröckling, Ulrich) ISBN 978-3-531-16411-3.
- 2011 – Band 9: Alt und Jung im Handwerk. Ausbildungspaten und intergenerationelle Verantwortung als Erfolgsfaktor für die berufliche Praxis (Hrsg.: Christine Blanckenburg, Hans-Liudger Dienel) ISBN 978-3-515-09645-4

- 2024: Studie zu Clan-Kriminalität[3]